# Hessel Gerritsz

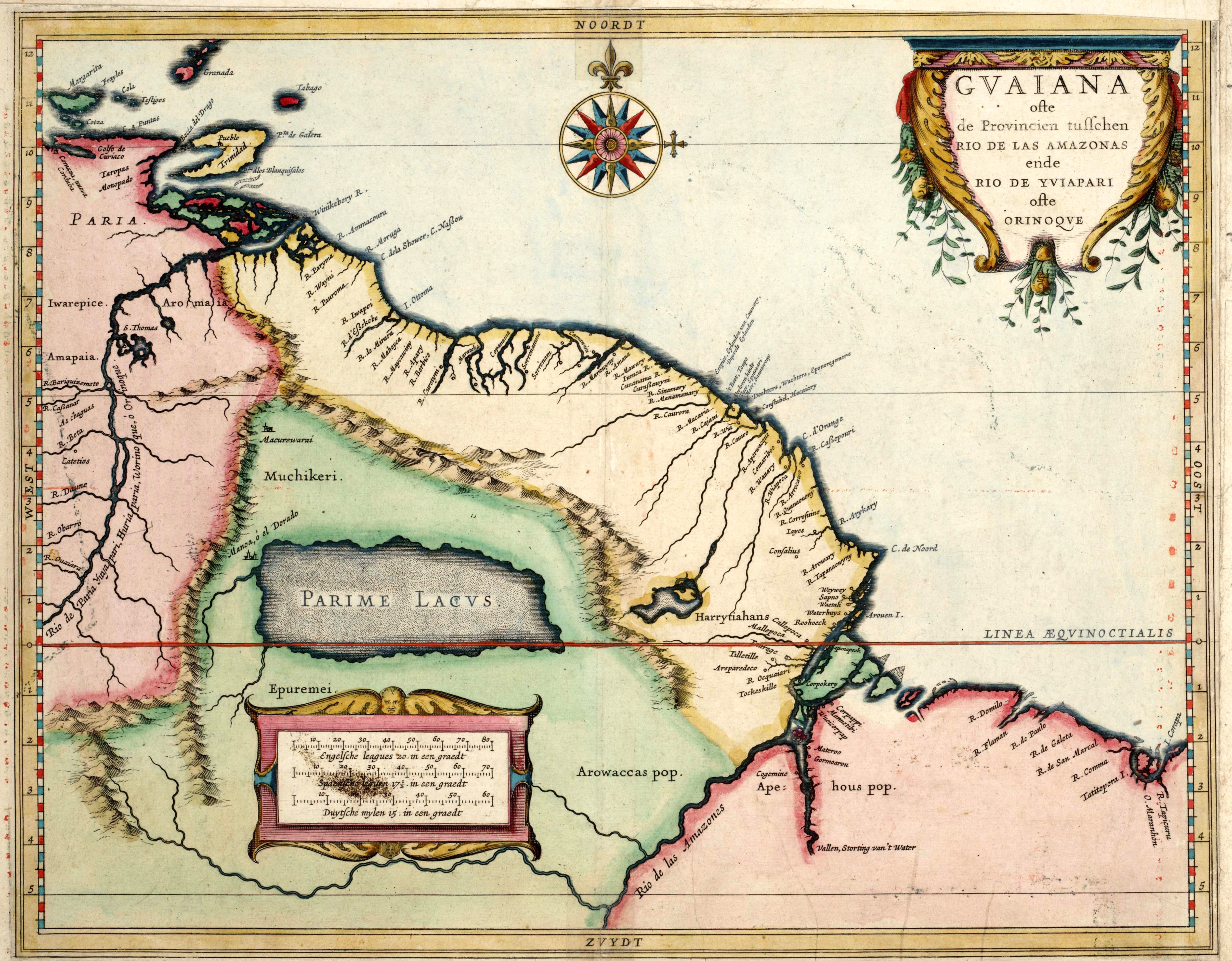
Hessel Gerritsz' kaart van de Guyana's voor Johannes de Laet. (1625)

Hessel Gerritsz (Assum, ca. 1581 – Amsterdam, begraven op 4 september 1632) was een Nederlands graveur, cartograaf en uitgever. Ondanks grote concurrentie wordt hij door sommigen beschouwd als “zonder twijfel de belangrijkste Nederlandse cartograaf van de 17de eeuw”.

## Vroege carrière
Hij begon in Alkmaar als een leerling van Willem Blaeu, die tien jaar ouder was. Hessel Gerritsz verhuisde met Blaeus werkplaats naar Amsterdam, waar hij in 1607 met Geertje Gijsbertsdr van Alkmaar trouwde. Ze kregen acht kinderen. Nadat Geertje was gestorven hertrouwde Hessel in 1624 met Aefgen Willemsdr. Veel van zijn gravures en kaarten werden in de atlassen van Blaeu, Janssonius en anderen opgenomen.

## Onafhankelijk drukker

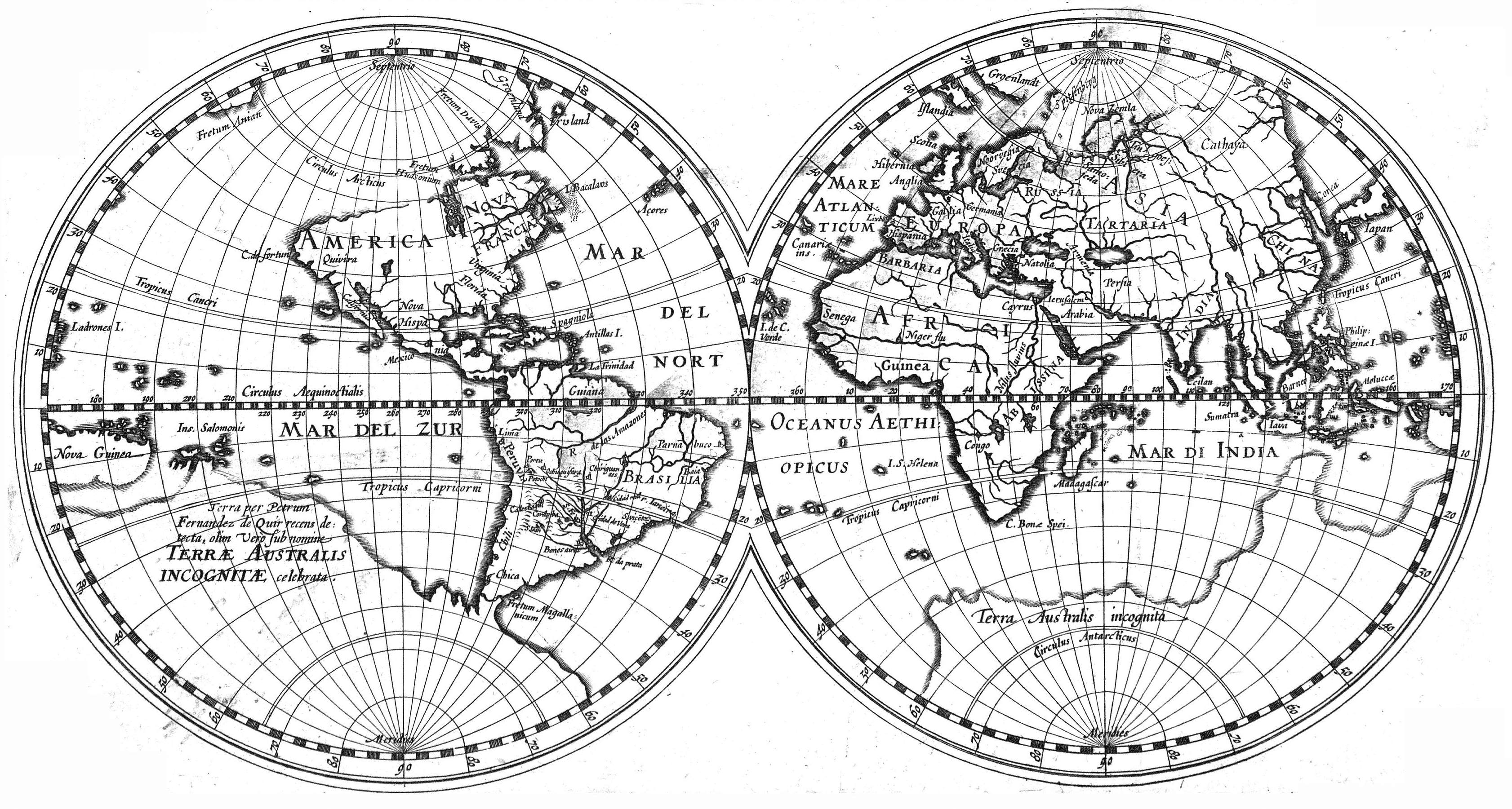
Wereldkaart (1612) met de ontdekking van De Queirós.

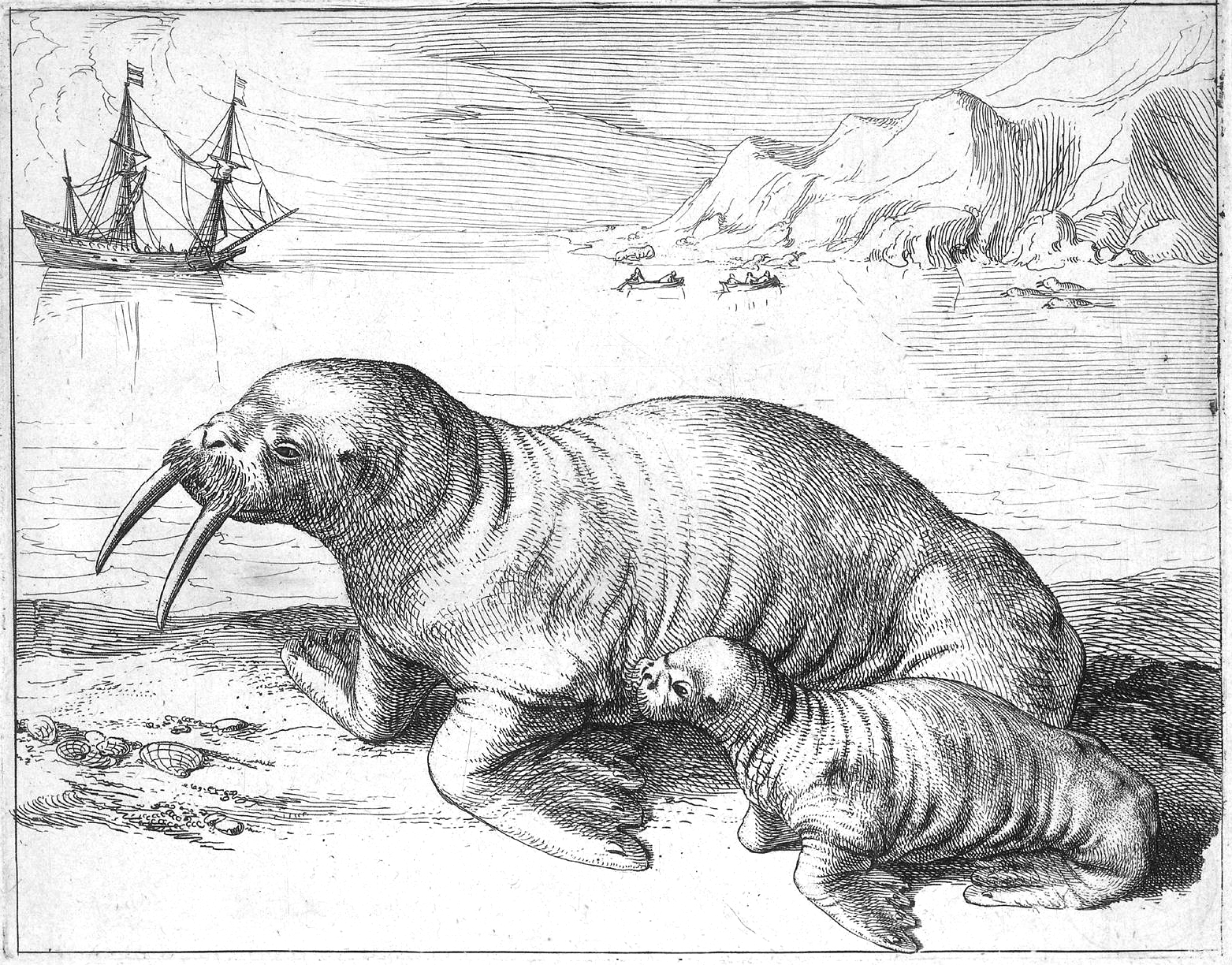
Walrus met jong

Rond 1610 had hij een eigen drukkerij en werkplaats op het Damrak.
Hessel Gerritsz vervaardigde in 1612 een wereldkaart waarop de ontdekking van De Queirós was opgenomen, Austrialia del Espiritu Santo, dat nu bekend is als het grootste eiland van Vanuatu, maar toen werd gezien als een noordelijk deel van het onbekende Zuidland. De kaart was bijzonder van invloed op de Nederlandse en Franse weergave van de Stille Oceaan in de 17e en 18e eeuw, en de kaart en De Queirós' naamgeving van het eiland waren mogelijk van invloed bij de vaststelling van de naam Australië. In 1613 publiceerde Hessel Gerritsz Geschiedenis van het land Spitsbergen, dat de ontdekking van Spitsbergen beschreef, vroege reizen ernaartoe en de walvisvangst rond deze eilanden. Dit werk toont zijn bijzondere talent als graveur (zie bijvoorbeeld zijn weergave van een walrus met jong). Een ander voorbeeld van die vaardigheid is zijn vaak gereproduceerde postuum portret van de schrijver Bredero uit 1619.

## Officiële cartograaf van de VOC
Zijn faam als cartograaf groeide snel, waardoor hij op 16 oktober 1617 werd benoemd tot de eerste exclusieve cartograaf van de VOC, waarschijnlijk de benijdenswaardigste positie die een cartograaf kon hebben in die tijd. Hij kreeg de functie op aanbeveling van Petrus Plancius, hoofdwetenschapper van de VOC, die niet zo goed kon opschieten met Willem Blaeu. Hessel Gerritsz volgde Augustijn Robaert als kaartmaker op, maar anders dan onder Robaert werden alle VOC-kamers nu verplicht om de kaarten bij Hessel Gerritsz af te nemen. Bovendien moesten terugkerende VOC-kooplieden en zeelui alle kaarten en journalen aan hem afstaan. Dankzij de rijkdom aan nieuwe informatie werden door Hessel Gerritsz verschillende vernieuwende kaarten gemaakt, en VOC-schippers werden op hun reizen voorzien van deze geactualiseerde kaarten. Hessel Gerritsz bleef tot aan zijn dood kaartmaker van de VOC, waarna de familie Blaeu tot aan 1705 de functie verkreeg, beginnende met Willem Jansz.

## Australië in kaart gebracht

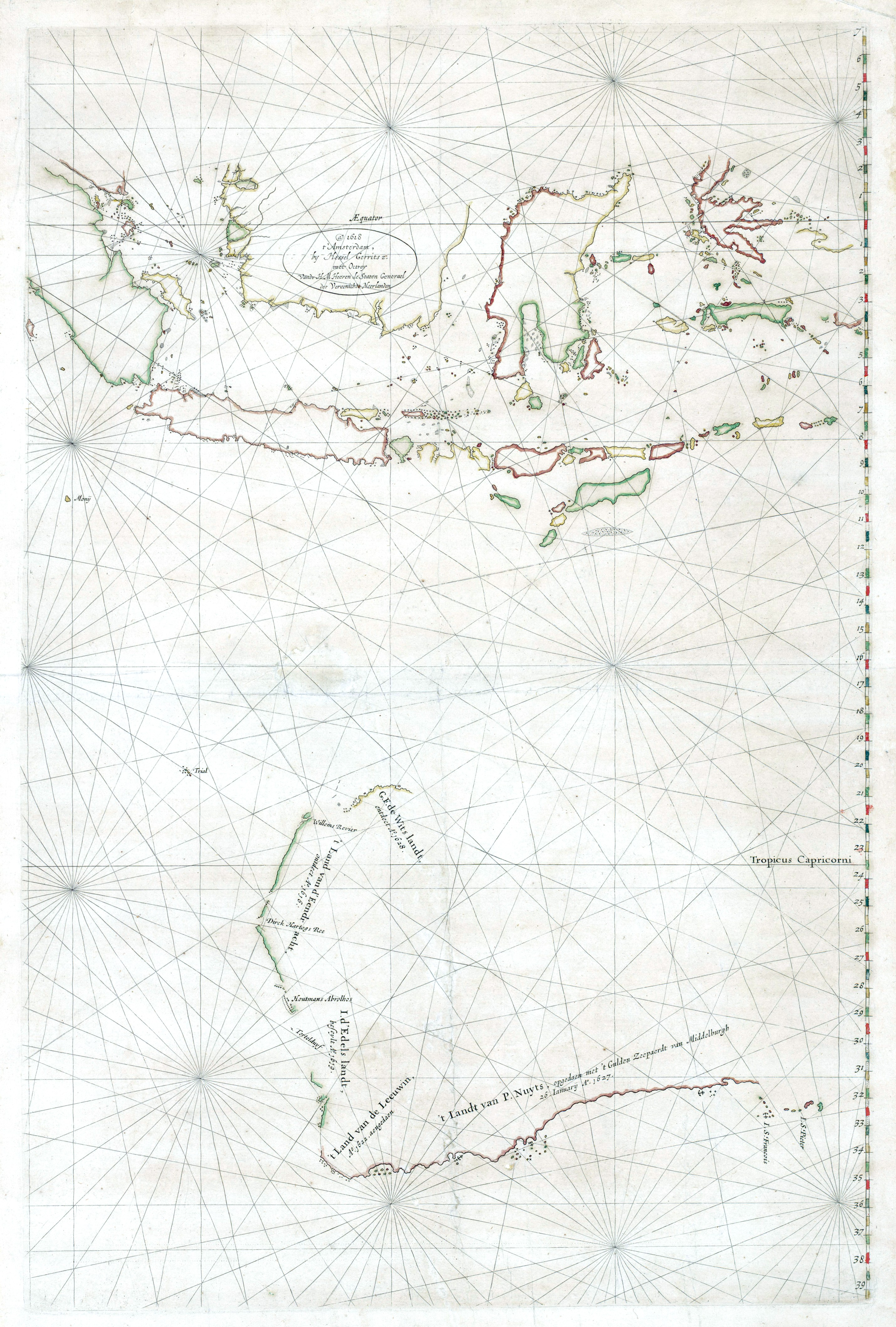
Hessel Gerritsz: na 1628 begonnen de contouren van Australië zich af te tekenen.

In 1618 vervaardigde Hessel Gerritsz een nieuwe, veel duidelijker kaart van de Indonesische archipel, en ook werd voor het eerst de noordwestkust van Australië in beeld gebracht. In 1622 bundelde hij veel van zijn kaarten in een kaartboek voor de VOC. In dit kaartboek was ook een kaart van de Stille Oceaan opgenomen, mogelijk de kaart die door Abel Tasman later werd gebruikt tijdens zijn reis rond Australië en Nieuw-Zeeland in 1642. In 1627 maakte Hessel Gerritsz de Caert van't Landt van d'Eendracht, die geheel was gewijd aan de ontdekkingen van de West-Australische kust. Oorspronkelijk werd Australië door Dirck Hartog Eendrachtsland genoemd na zijn verblijf aan de kust in 1616. De naam Eendrachtsland zou tot het eind van de 17e eeuw in gebruik blijven. In 1628 voegde Hessel Gerritsz de ontdekking van de zuidkust door François Thijssen toe aan deze kaart, waardoor dit de eerste kaart werd waaruit de contouren van Australië naar voren begonnen te komen.

## Late jaren
Hessel Gerritsz was dermate geïnteresseerd in de Nieuwe Wereld dat hij, hoewel ongebruikelijk voor een cartograaf in zijn positie, van augustus 1628 tot oktober 1629 meereisde in de vloot van Adriaan Jansz Pater op een tocht naar Brazilië en de Cariben. Hij produceerde de kaarten voor het werk van Johannes de Laet, Beschrijvinghe van West-Indiën, uitgegeven in 1630. In het bijzonder zijn kaart van Florida, die was gebaseerd op Franse en Spaanse bronnen, was van zodanig groot belang, dat tot 200 jaar later voor de landtong niet de naam Florida maar Tegesta werd gebruikt, zoals hij het land had genoemd.
In 1632 stierf Hessel Gerritsz. Zijn overlijden betekende een slag voor de VOC en de WIC. Voor beide compagnieën voerde hij vrijwel al het cartografische werk uit. Hij werd op 4 september in de the Nieuwe Kerk in Amsterdam begraven.